# Новоивановка (Симферопольский район)
Новоива́новка (до 1945 года Вейра́т; укр. Новоіванівка, крымскотат. Veyrat, Вейрат) — упразднённое село в Симферопольском районе Крыма, включённое в состав села Денисовки, сейчас — восточная окраина этого села.

## История
Первое документальное упоминание села встречается в Камеральном Описании Крыма… 1784 года, судя по которому, в последний период Крымского ханства Вират входил в Салгирский кадылык Акмечетского каймаканства. После присоединения Крыма к России (8) 19 апреля 1783 года, (8) 19 февраля 1784 года, именным указом Екатерины II сенату, на территории бывшего Крымского Ханства была образована Таврическая область и деревня была приписана к Симферопольскому уезду. После Павловских реформ, с 1796 по 1802 год, входила в Акмечетский уезд Новороссийской губернии. По новому административному делению, после создания 8 (20) октября 1802 года Таврической губернии, Вейрат был включён в состав Эскиординской волости Симферопольского уезда.
По Ведомости о всех селениях, в Симферопольском уезде состоящих… 1805 года в деревне Вейрат числилось 27 дворов и 176 жителей, исключительно крымских татар. На военно-топографической карте генерал-майора Мухина 1817 года Вейрат обозначен с 7 дворами. После реформы волостного деления 1829 года Вейрат, согласно «Ведомости о казённых волостях Таврической губернии 1829 года», остался в составе преобразованной Эскиординской волости. На карте 1836 года в деревне 19 дворов. Затем, видимо, вследствие эмиграции крымских татар в Турцию, деревня опустела, и на карте 1842 года Вейрат обозначен условным знаком «малая деревня» (это означает, что в нём насчитывалось менее 5 дворов).
В 1860-х годах, после земской реформы Александра II, деревню приписали к Сарабузской волости. В «Списке населённых мест Таврической губернии по сведениям 1864 года», составленном по результатам VIII ревизии 1864 года, Вейрат — владельческая татарская деревня с 3 дворами, 11 жителями и мечетью при речкѣ Маломъ Салгирѣ (на трёхверстовой карте 1865—1876 годов в деревне Вейрат показано 9 дворов). В «Памятной книге Таврической губернии 1889 года», включившей результаты Х ревизии 1887 года, записан Вейрат с 68 дворами и 339 жителями (вероятно, ошибка, поскольку в других источниках подобные цифры не встречаются).
После земской реформы 1890-х годов деревню передали в состав новой Подгородне-Петровской волости. По «…Памятной книжке Таврической губернии на 1892 год» в деревне Вейрат, входившей в Подгородне-Петровское сельское общество, числился 21 житель в 6 домохозяйствах. На подробной карте 1892 года деревня обозначена с 7 дворами и русским населением. По «…Памятной книжке Таврической губернии на 1902 год» в деревне Вейрат, входившей в Подгородне-Петровское сельское общество, числилось 70 жителей в 13 домохозяйствах. По Статистическому справочнику Таврической губернии. Ч.II-я. Статистический очерк, выпуск шестой Симферопольский уезд, 1915 год, в деревне Вейрат (на земле Кесслеров) Подгородне-Петровской волости Симферопольского уезда числилось 12 дворов со смешанным населением без приписных жителей, но с 71 — «посторонними», из которых 36 мужчин и 35 женщин. Жители землёй не владели, в хозяйствах имелось 40 лошадей, 60 коров и 300 голов мелкого скота.
После установления в Крыму Советской власти, по постановлению Крымревкома от 8 января 1921 года была упразднена волостная система и село включили в состав вновь созданного Подгородне-Петровского района Симферопольского уезда, а в 1922 году уезды получили название округов. 11 октября 1923 года, согласно постановлению ВЦИК, в административное деление Крымской АССР были внесены изменения, в результате которых был ликвидирован Подгородне-Петровский район и образован Симферопольский и село включили в его состав. Согласно Списку населённых пунктов Крымской АССР по Всесоюзной переписи 17 декабря 1926 года, в селе Вейрат, Мазанского сельсовета Симферопольского района, числилось 15 дворов, все крестьянские, население составляло 74 человека, из них 62 русских и 12 чехов. После создания 22 февраля 1937 года Зуйского района и передачи Мазанского совета в его состав, Вейрат стал центром сельсовета в Симферопольском районе. В период оккупации Крыма, 13 и 14 декабря 1943 года, в ходе операций «7-го отдела главнокомандования» 17 армии вермахта против партизанских формирований, была проведена операция по заготовке продуктов с массированным применением военной силы, в результате которой село Вейрат было сожжено и все жители вывезены в Дулаг 241.
В 1944 году, после освобождения Крыма от фашистов, 12 августа 1944 года было принято постановление № ГОКО-6372с «О переселении колхозников в районы Крыма» и в сентябре 1944 года в район приехали первые новосёлы (214 семей) из Винницкой области, а в начале 1950-х годов последовала вторая волна переселенцев из различных областей Украины. Указом Президиума Верховного Совета РСФСР от 21 августа 1945 года Вейрат был переименован в Ново-Ивановку, а Вейратский сельсовет — в Ново-Ивановский. С 25 июня 1946 года Ново-Ивановка в составе Крымской области РСФСР, а 26 апреля 1954 года Крымская область была передана из состава РСФСР в состав УССР. Решением облисполкома от 10 августа 1954 года Ново-Ивановский сельсовет был присоединён к Строгановскому; по решению Крымоблисполкома от 8 сентября 1958 года № 834 Ново-Ивановску присоединили к Денисовке.

### Динамика численности населения
| - 1805 год — 176 чел. - 1864 год — 11 чел. - 1889 год — 339 чел. - 1892 год — 21 чел. | - 1902 год — 70 чел. - 1915 год — 0/71 чел. - 1926 год — 74 чел. |